# Scarites
Scarites là một chi bọ cánh cứng thuộc họ Carabidae đặc hữu của miền Cổ bắc, Cận Đông, Bắc Mỹ và Bắc Phi. These beetles share physical characteristics of the more tropical stag beetles, but are not closely related. Scarites can often be found under loose rocks và boards. If touched, they often "play dead" by folding in their legs và arching their backs. The adult beetles are predators và have been observed overpowering mealworms much larger than themselves.

## Hình ảnh

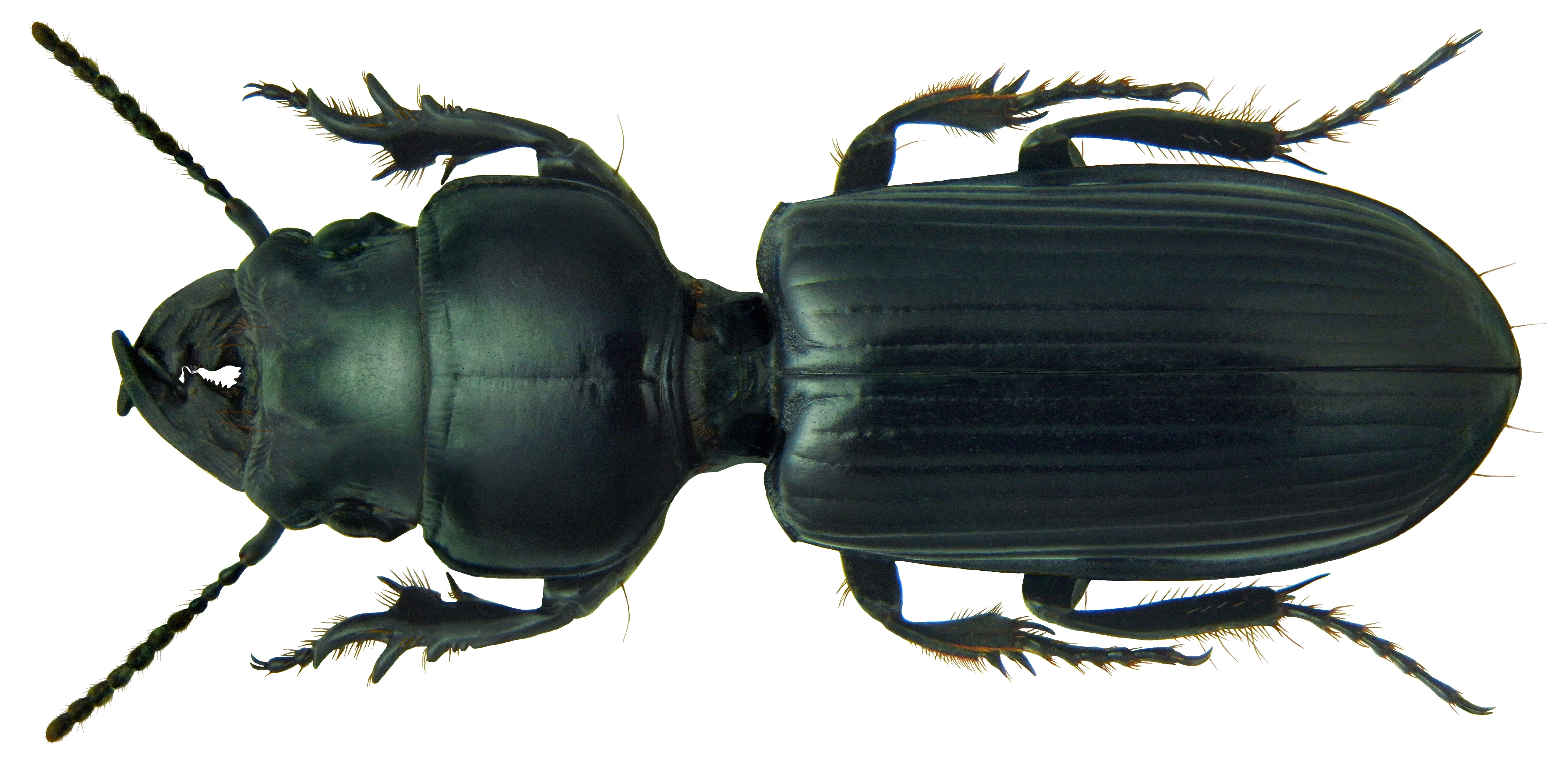
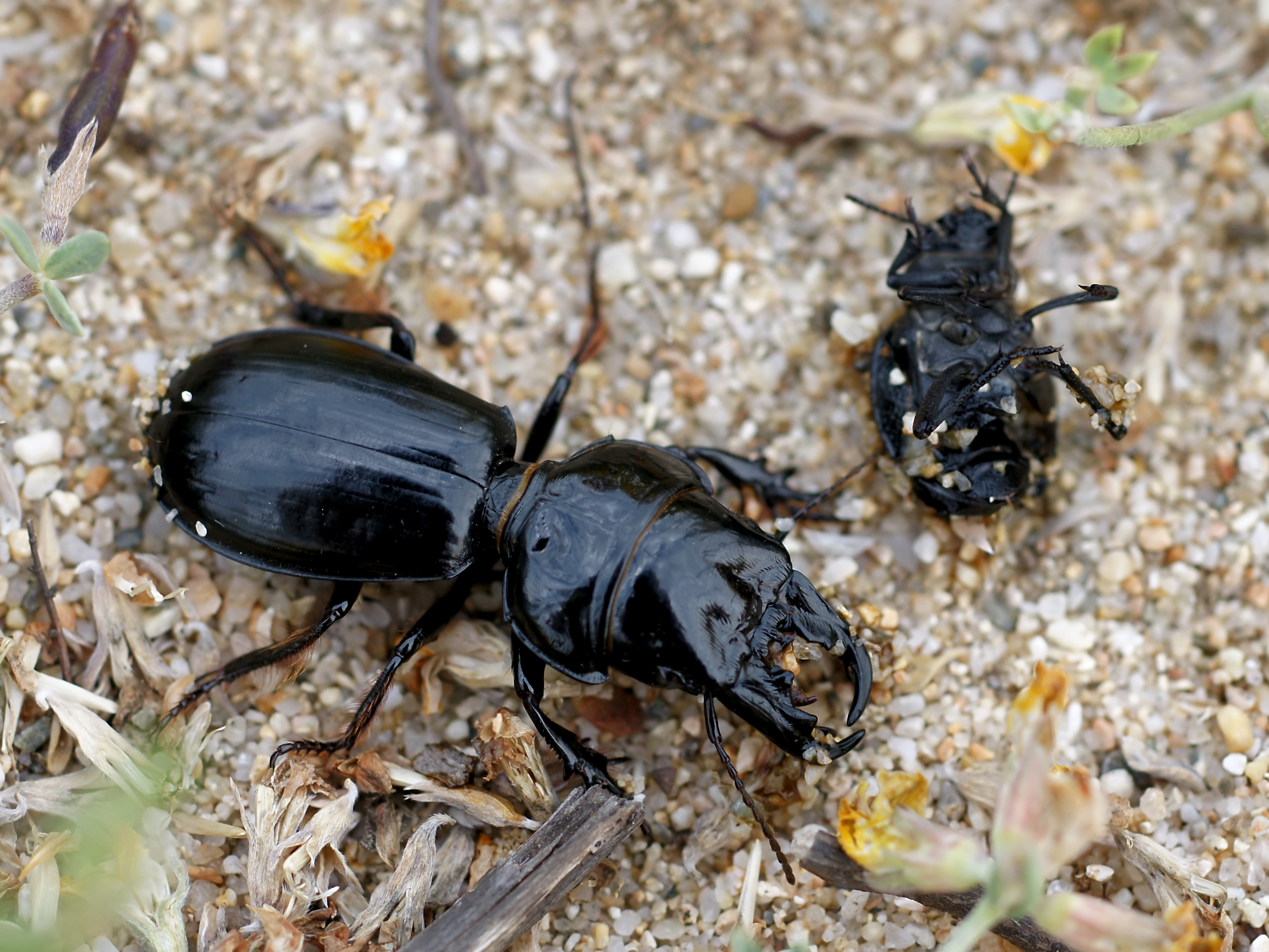
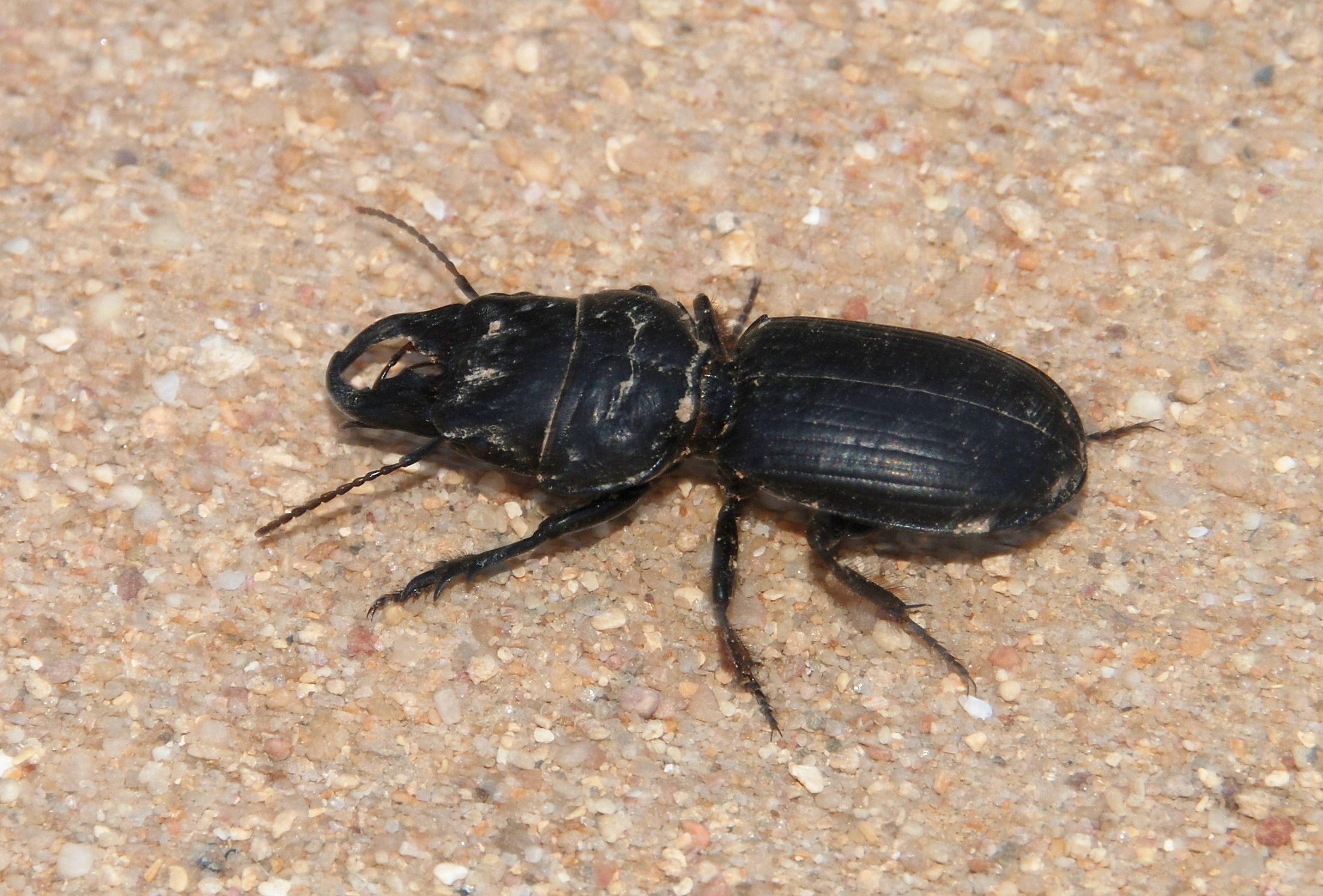
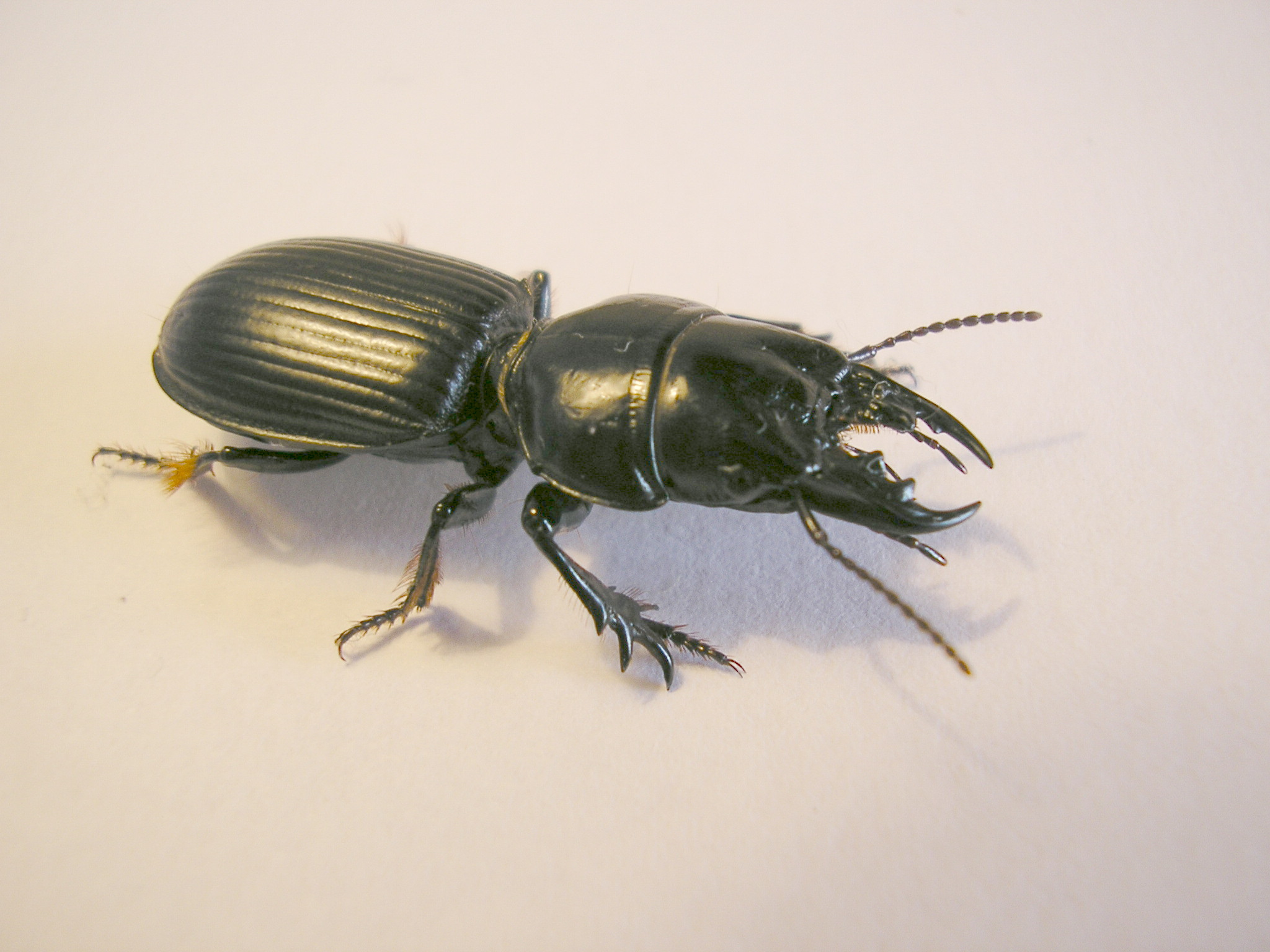